# Natālija Čakova
Natālija Čakova (ur. 20 października 1980 w Rydze) – łotewska lekkoatletka specjalizująca się w skoku wzwyż.

## Sukcesy sportowe
Ponad dwadzieścia razy zdobywała złote medale mistrzostw Łotwy (oprócz skoku wzwyż zwyciężała także w skoku o tyczce i trójskoku).
Podczas mistrzostw Europy juniorów w 1999 zajęła XVIII miejsce siedmioboju. W 2005 r. zajęła XIV miejsce na letniej uniwersjadzie w Izmirze. W 2007 r. uczestniczyła w rozegranych w Birmingham halowych mistrzostwach Europy, odpadając w eliminacjach konkursu skoku wzwyż.
Reprezentantka kraju w pucharze Europy oraz w drużynowych mistrzostwach Europy.

## Rekordy życiowe
- skok wzwyż – 1,89 – Odense 24/06/2007
- skok wzwyż (hala) – 1,86 – Kuressaare 14/02/2007 i Tallinn 20/01/2010